# Linguística indígena
A linguística indígena é uma área da linguística que tem por objeto de estudo as línguas indígenas. O objetivo desse campo é fazer estudos de descrição e análise linguística das línguas estudadas para que se possa compreender assim o funcionamento das línguas. Através desses estudos, os linguistas procuram analisar a língua compreendendo todos os níveis de análise da linguística, sendo eles a fonética e fonologia, a morfologia, a sintaxe e a semântica.

## O surgimento dos estudos com as línguas indígenas

### O início da pesquisa com línguas indígenas
O interesse pelo estudo da linguagem  humana não é algo recente. Na verdade, podemos, com Pānini, com os gregos, muitos anos atrás ver esse interesse pelo estudo das línguas naturais. Mas o interesse de estudar as línguas indígenas é algo que podemos considerar recente.
Através da  história da humanidade, segundo Costa (2015) vários processos de estudos com a linguagem humana foram feitas como a gramática do Grego, a gramática do Latim, houve também estudos na Idade Média, se aproximando mais dos nossos dias atuais tivemos no Século XIX a linguística comparativa, a linguística histórica e no século XX tivemos o surgimento do estruturalismo que possibilita o início dos estudos com as línguas indígenas.
Com o estruturalismo, mas propriamente falando com o estruturalismo americano, e os estudos iniciados por Franz Boas que propôs princípios que auxiliavam os estudos das línguas indígenas que tinha o intuito de fazer análise e descrição das línguas indígenas norte-americanas. Outras grandes influências do estruturalismo americano fora Leonard Bloomfield com seus métodos de investigação intuitiva e empírica e Kenneth L. Pike que foi responsável pelo desenvolvimento do modelo tagmênico. Temos assim, nesse modelo do estruturalismo americano um grande alicerce para o desenvolvimento de estudos voltados para as línguas ágrafas.

### O início dos estudos da linguística indígena no Brasil
Pensando desde o tempo da colonização brasileira poucos foram os registros que fizeram com as línguas indígenas que haviam aqui naquela época, podemos apenas apontar apenas gramáticas do Tupinambá, elaborada pelo padre jesuíta José de Anchieta e a gramática do Kiriri que foi elaborada pelo Padre Luís Mamiani, esses estudos era descritivos, porém segundo Costa (2015) eles ainda seguiam o modelo greco-latino e também como aponta Seki (1999) eles tinham como verdadeiro intuito a catequização dos povos indígenas. Outros registros também foram feitos por alguns estudiosos, mas eles não possuíam conhecimentos fonéticos e os estudos não foram precisos.
Os estudos com as línguas indígenas do Brasil não começaram paralelamente aos estudos com as línguas indígenas norte-americanas com o advento do estruturalismo. Seki (1999)  aponta que o início dos estudos das línguas indígenas no Brasil começou com a instalação do SIL International, antigamente nomeado Summer Institute of Linguistics  no Brasil.
O SIL trouxe para o Brasil linguistas estrangeiros que começaram a trabalhar com as línguas indígenas brasileiras, porém nos primeiros anos, como aponta Seki (1999) não houve uma interação de linguistas do SIL e brasileiros trabalhando juntos com as línguas indígenas. Mas só depois a partir das décadas de 70 e 80, quando o campo da linguística se tornou mais forte no Brasil foi que tivemos mais linguistas brasileiros também participando dos estudos com as línguas indígenas, de maneira que gradativamente o número de linguistas nessa área cresceu.
Alguns dos primeiros estudiosos da linguista indígena brasileira, que foram responsáveis pelo formação inicial de linguistas brasileiros nesse campo foram Aryon Rodrigues, Adair Palácio, Yonne Leite, Lucy Seki e Silva Braggio, mas é claro que outros nomes também podem aparecer, esse grupo iniciou os estudos com o incentivo da instalação do SIL no Brasil, mas eles continuaram seus estudos e formaram novas gerações de linguistas brasileiros que continuaram a estudar as línguas indígenas brasileiras.

## A importância dos estudos com as línguas Indígenas.
Aryon Rodrigues (2005) aponta que, no início da colonização, havia no Brasil em torno de 1,2 mil línguas indígenas diferentes sendo faladas nas terras brasileiras, esse número sendo distribuído por todo o território brasileiro. Porém hoje temos somente em torno de 181 línguas em uso, sendo ainda que esse número possui uma margem erro, podendo ter mais línguas ou até mesmo um número menor.
A maior parte dessas línguas estão localizadas na região Região Norte do Brasil. Nas outras regiões o número é muito pequeno, um exemplo disso é o fato de que na Região Nordeste do Brasil a língua Yaathe, a língua do povo Fulni-ô e a língua falada por uma comunidade indígena no Maranhão são as únicas línguas indígenas ainda usadas na região, todos os outros povos indígenas no Nordeste infelizmente perderam a sua língua. O que temos aqui então foi uma grande perda de várias línguas indígenas, resultando não apenas na perda das línguas, mas também em uma perda de culturas, riquezas intelectuais, artes, trabalhos, entre vários outros fatores que não podem ser mesurados. Sendo ainda que atualmente todas essas línguas correm risco de extinção, pois no plano mundial, se uma língua tiver menos de 100 mil falantes ela corre risco de um dia desaparecer, o que infelizmente é a situação das línguas indígenas brasileiras.
Outros pontos que também podemos destacar para a importância dos estudos com as línguas indígenas são as contribuições que esses estudos podem trazer a linguística, Rodrigues (1966) mostra que “cada nova língua é uma outra manifestação de como se pode realizar a linguagem humana [...] cada nova estrutura linguística que se descobre pode levar-nos a alterar conceitos antes firmados” (RODRIGUES, 1966, p. 4-5).
Pode-se perceber também que muitas são as contribuições que esses estudos podem trazer as comunidades indígenas, Costa (2015) aponta que os linguistas pode fazer consultorias, e incentivos para a manutenção e revitalização dessas línguas, através desses estudos pode-se ajudar a comunidade no projeto de educação indígena, elaboração de material didático para as escolas indígenas e etc.

## Centros de pesquisa com línguas indígenas
A muitos anos atrás o número de universidades brasileiras que tinha um programa em que possibilitava o aluno a pesquisar línguas indígenas era muito pequeno, porém nos últimos anos esse número tem aumentado, com o advento do crescimento do número dos pesquisadores.
Atualmente muitos são os centros que trabalham com as línguas indígenas, aqui iremos destacar alguns, sendo eles:
- Museu Nacional da Universidade Federal do Rio de Janeiro
- Universidade de Brasília
- Universidade de Campinas
- Universidade Federal de Pernambuco
- Universidade Federal de Goiás
- Universidade Federal de Alagoas
- Universidade Federal do Pará
- Universidade Federal do Amazonas
- Universidade Federal de Três Lagoas (MS)
- Universidade Federal de Roraima
- Universidade Federal de Rondônia
- Universidade de São Paulo
- Universidade Estadual de Londrina
- Museu Paraense Emílio Goeldi